# Brienne-i csata
A brienne-i csata 1814. január 29-én zajlott le Brienne-le-Château-nál a Napóleon császár vezette francia és Blücher porosz tábornagy vezette szövetséges (orosz-porosz) erők között és francia győzelemmel végződött.
Ekkor azonban már a francia fél volt a „szenvedő fél”, a harcok már Franciaországon belül folytak, Napóleont elhagyták a szövetségesei, immár a francia császár korábbi tanulmányainak színhelye lett a csatatér. A franciák utolsó tartalékaikat élték fel, ha győztek is, az ellenfél akkor újra támadt, ez vezetett majd a császárság bukásához és a Bourbon-ház restaurációjához.

## Előzmények
A szövetségesek három irányból támadtak Franciaországra, Napóleon mindegyiket külön-külön megpróbálta megtámadni, és támadókat kiszorítani az országból. Az első csatára a császár régi kedves tartózkodási helyén, Brienne-ben került sor, ahol ifjúkorában iskolába járt. Első célpontja az ellenség „szétterült” seregrésze lett, Blücher tábornok 25 000 porosz katonája. Napóleon 30 000 katonája ott várta az ellenfelet, ahol a császár fiatal korában a katonai pályára készült, tehát a terepet tökéletesen ismerte.

## A csata
Peter von Pahlen - orosz szolgálatban álló balti német lovassági tiszt - hadteste botlott bele Grouchyba, aki visszavetette a támadást. A francia császár kezdte az ütközetet, odaszegezte az ellenséget a szárnyakon intézett támadással. Először Scserbatov hadteste ellen intézett támadást, akik keletről közelítették meg a várost.Grouchy lovassága és a lovas tüzérség lefoglalták a poroszokat, míg Ney keletről és Victor marsall délről biztosították Brienne városát és a kastélyt. Délután négy óra körül Osten-Sacken egysége átkelt Brienne-en és megütközött Napóleon bal szárnyával, Pahlen támogatása mellett. 24 ágyú tüze adott nyomatékot a rohamnak. A franciák nyolc ágyújukat veszítették el és ekkor még kiszorították őket a városból. 
Napóleon ekkor személyesen állt Victor seregének élére. A heves küzdelem közben maga Napóleon is nehéz helyzetbe került, a kozákok gyűrűbe zárták, csak nehezen menekült meg. De Blüchernek és első tisztjének, August von Gneisenaunak is éppen csak sikerült kiszöknie a franciák karmából.
Visszavonulás közben Blücher rendezte sorait, de így is 4000 embert vesztett, a franciák 3000-et.

## Következmények
A poroszokat ugyan sikerült a császárnak visszavetnie, de a többi hadsereget nem. A szövetségesek főserege csakhamar erős segítséget küldött a porosz vezérnek, aki már február 1-jén La Rothière-nél kiköszörülte a csorbát.
Bajorország fővárosában, Münchenben a „Brienner Straße” utcanév emlékezetet a csatára.

## A csata és főszereplői képekben

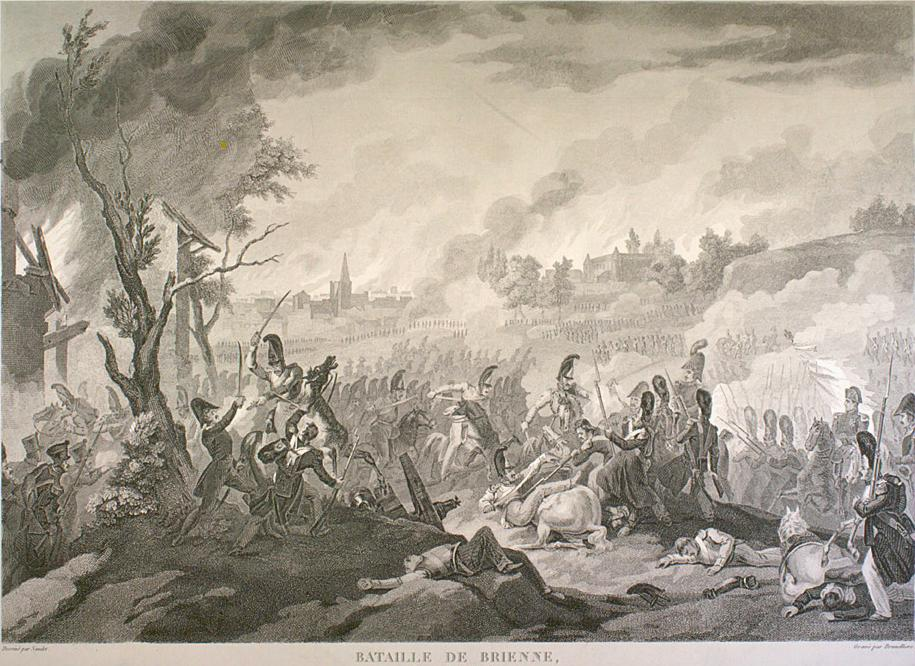
Orosz harcosok támadják a Brienne-i kastélyt
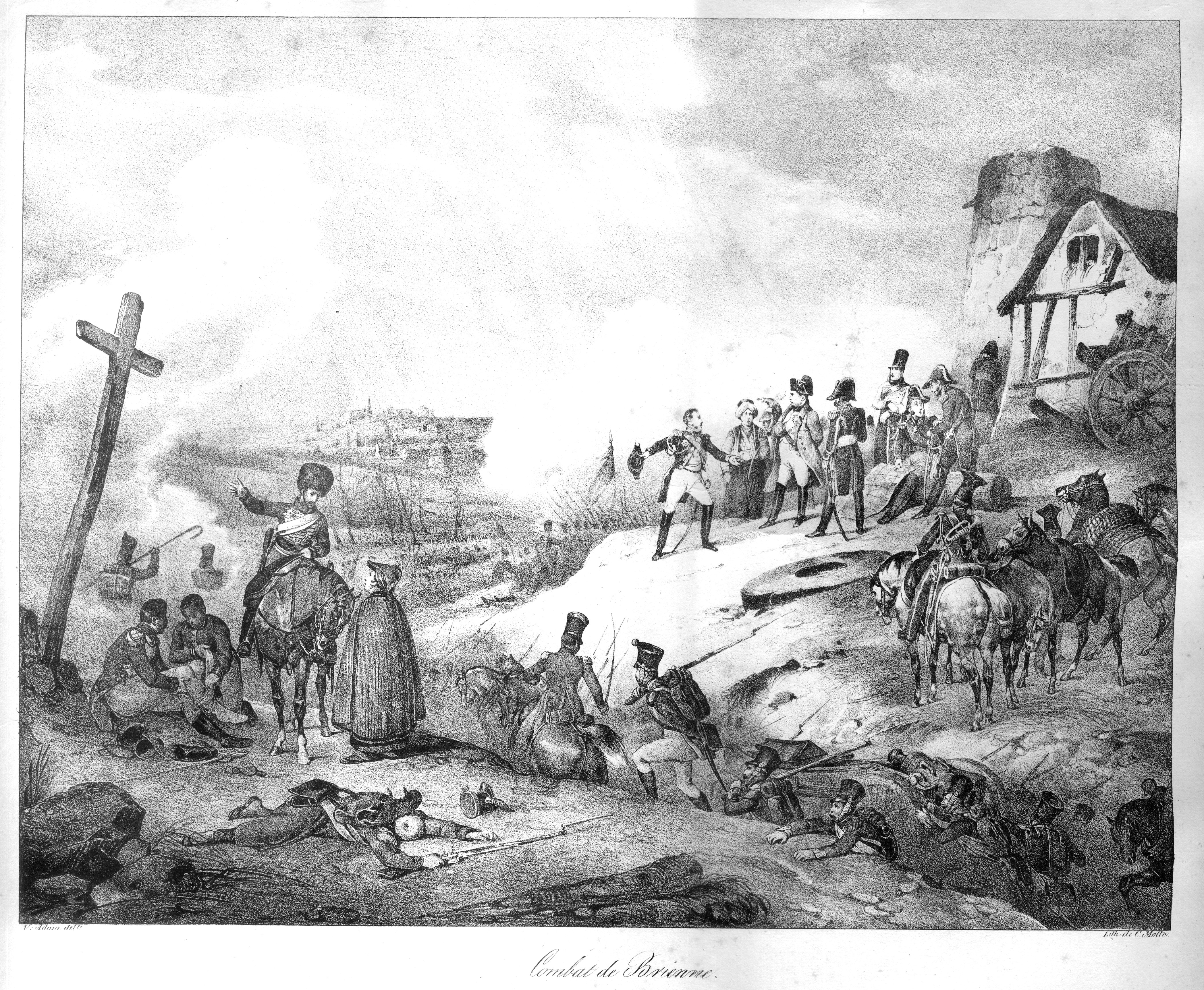
Jean-Baptiste Madou festménye a csatáról
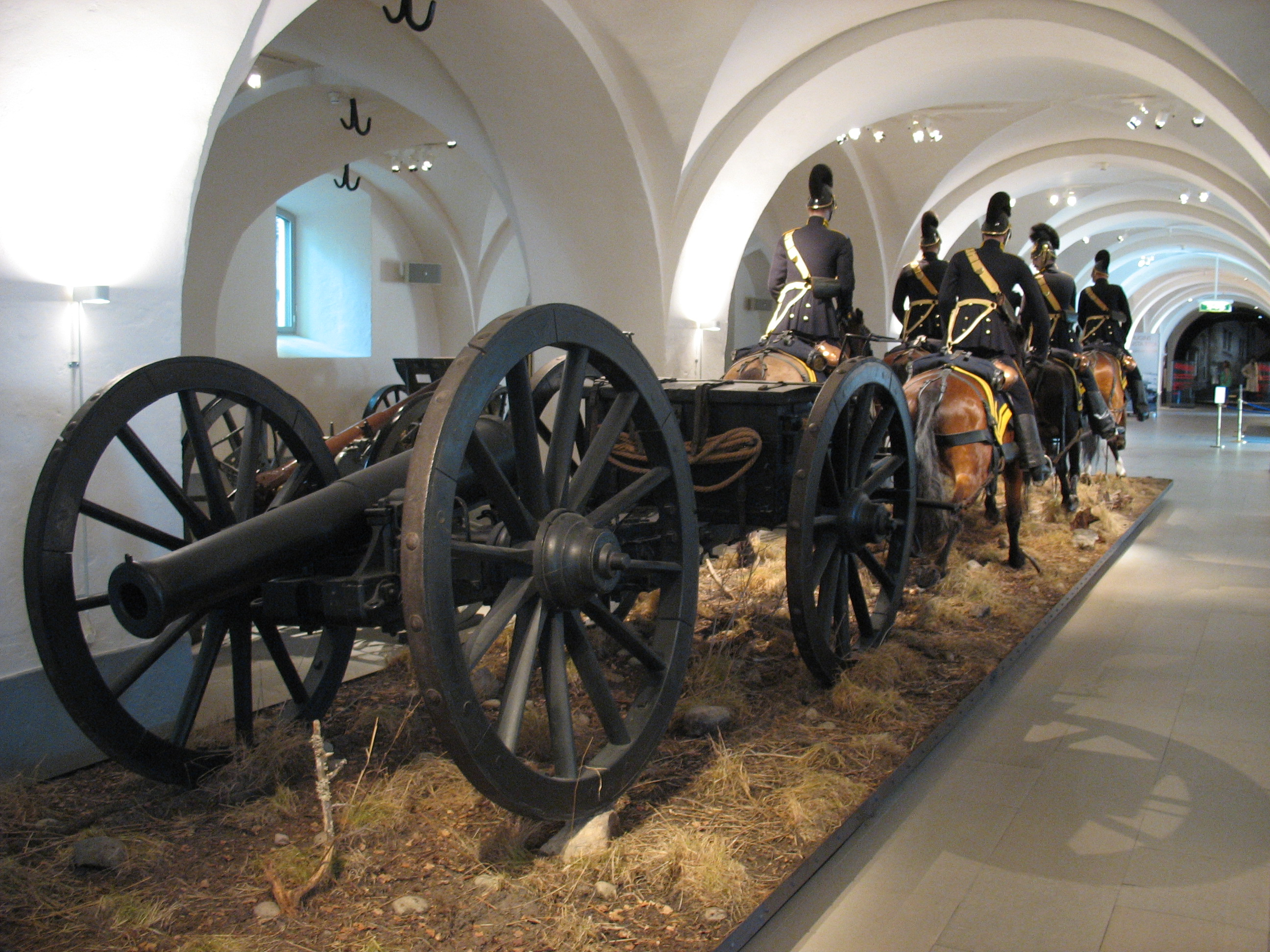
A lovas tüzérség
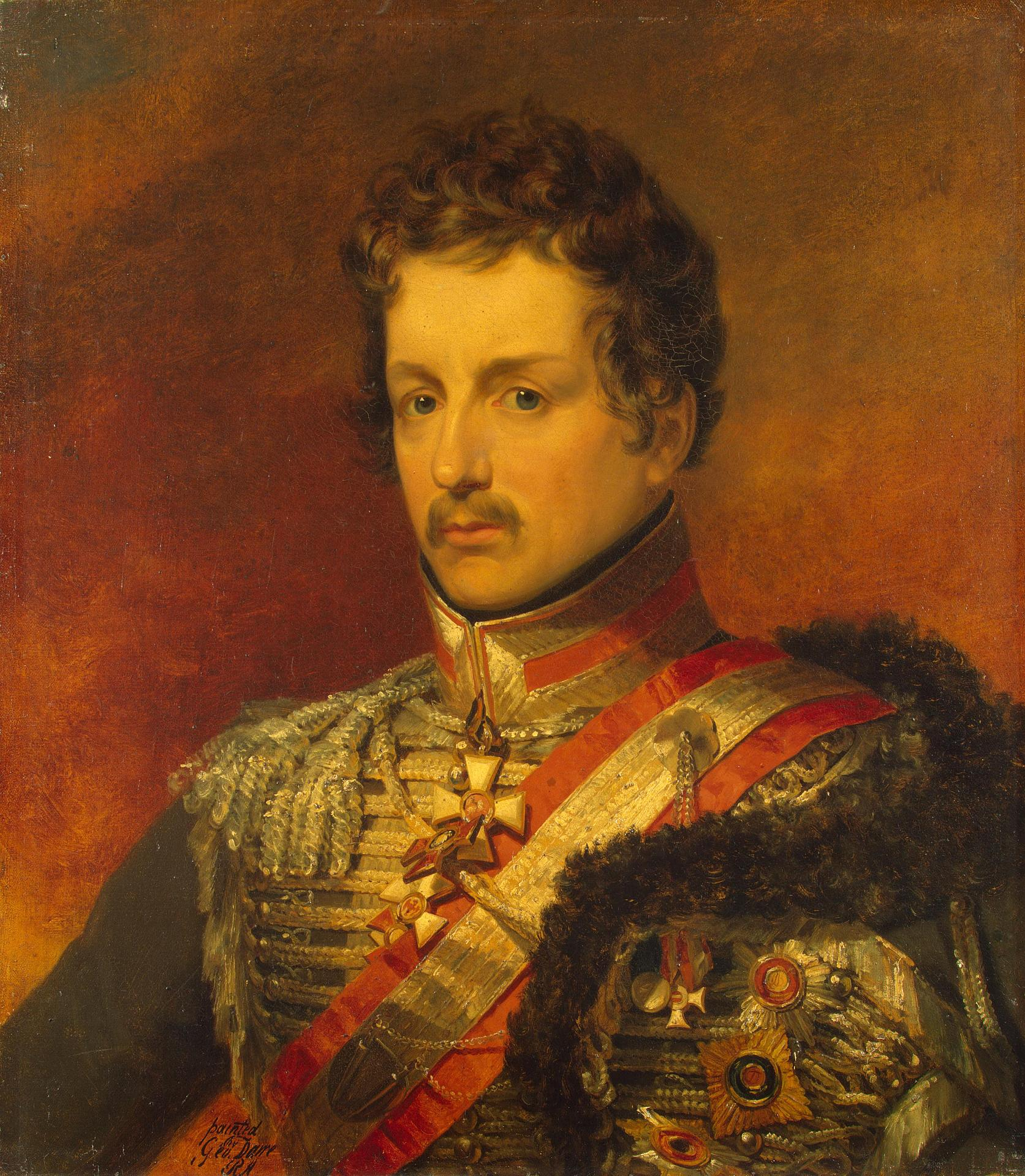
Peter von der Pahlen balti német gróf, cáti tábornok
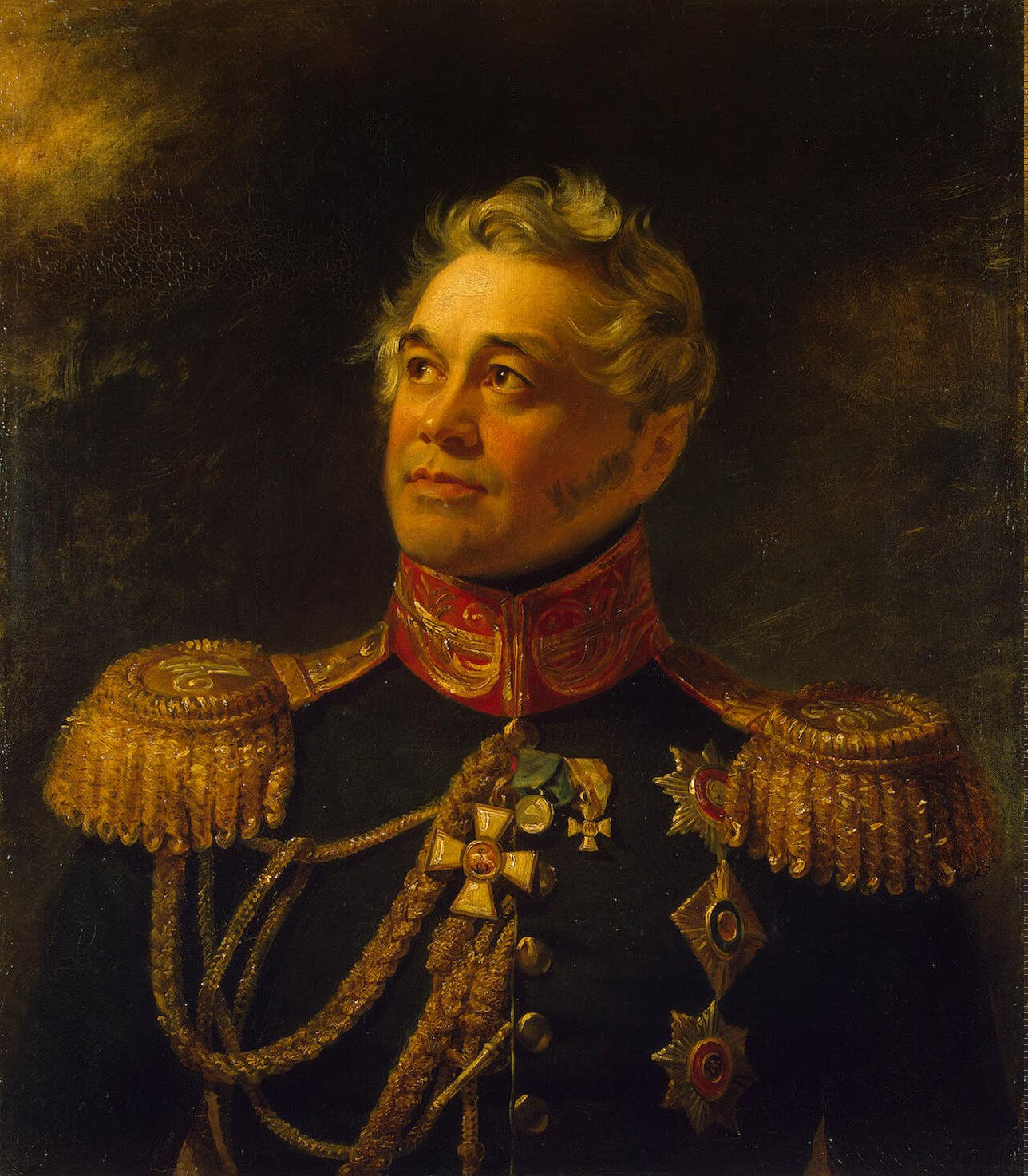
Scserbatov orosz gyalogsági tábornok
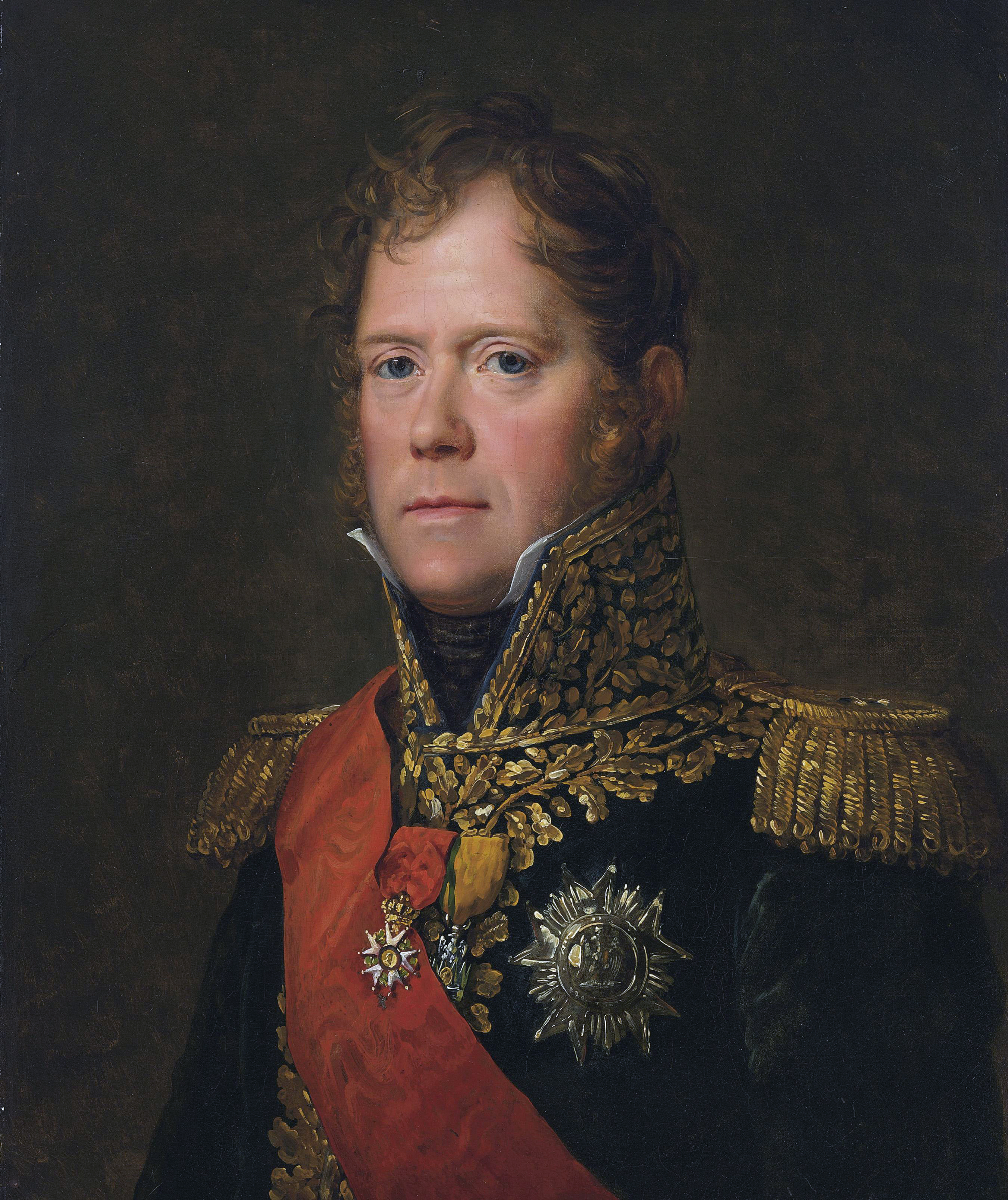
Ney francia marsall
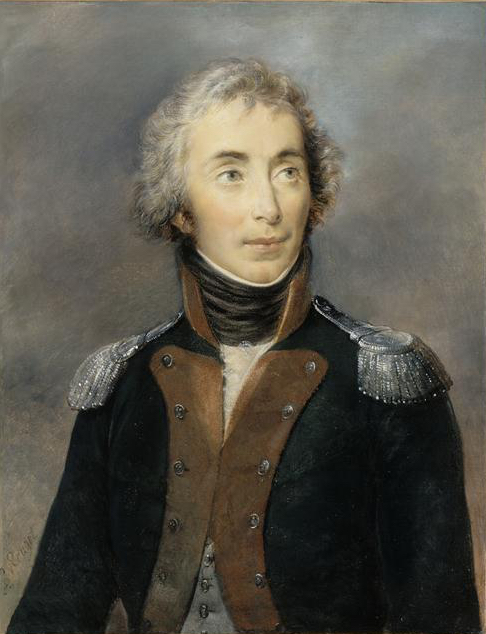
Grouchy francia marsall
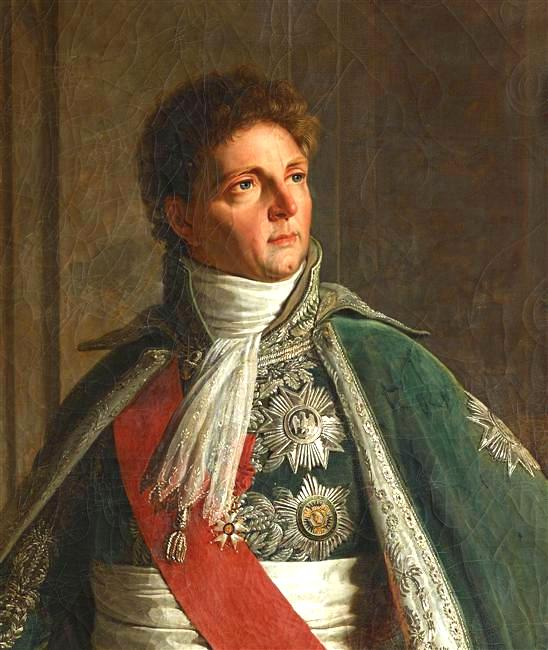
Berthier francia marsall
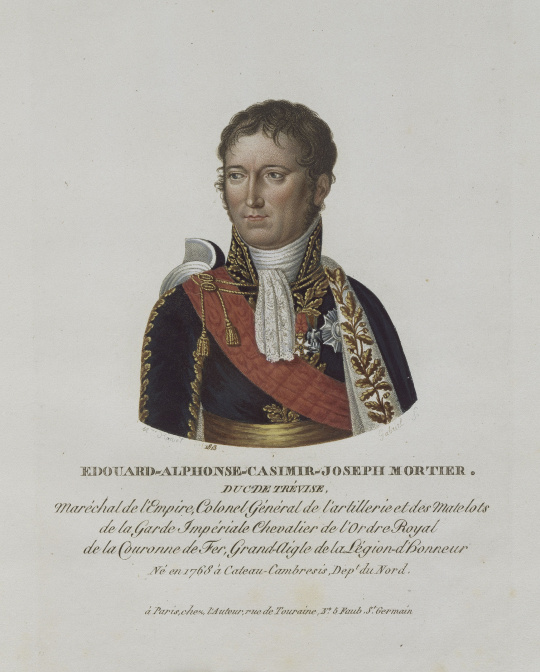
Edouard Mortier francia tábornok
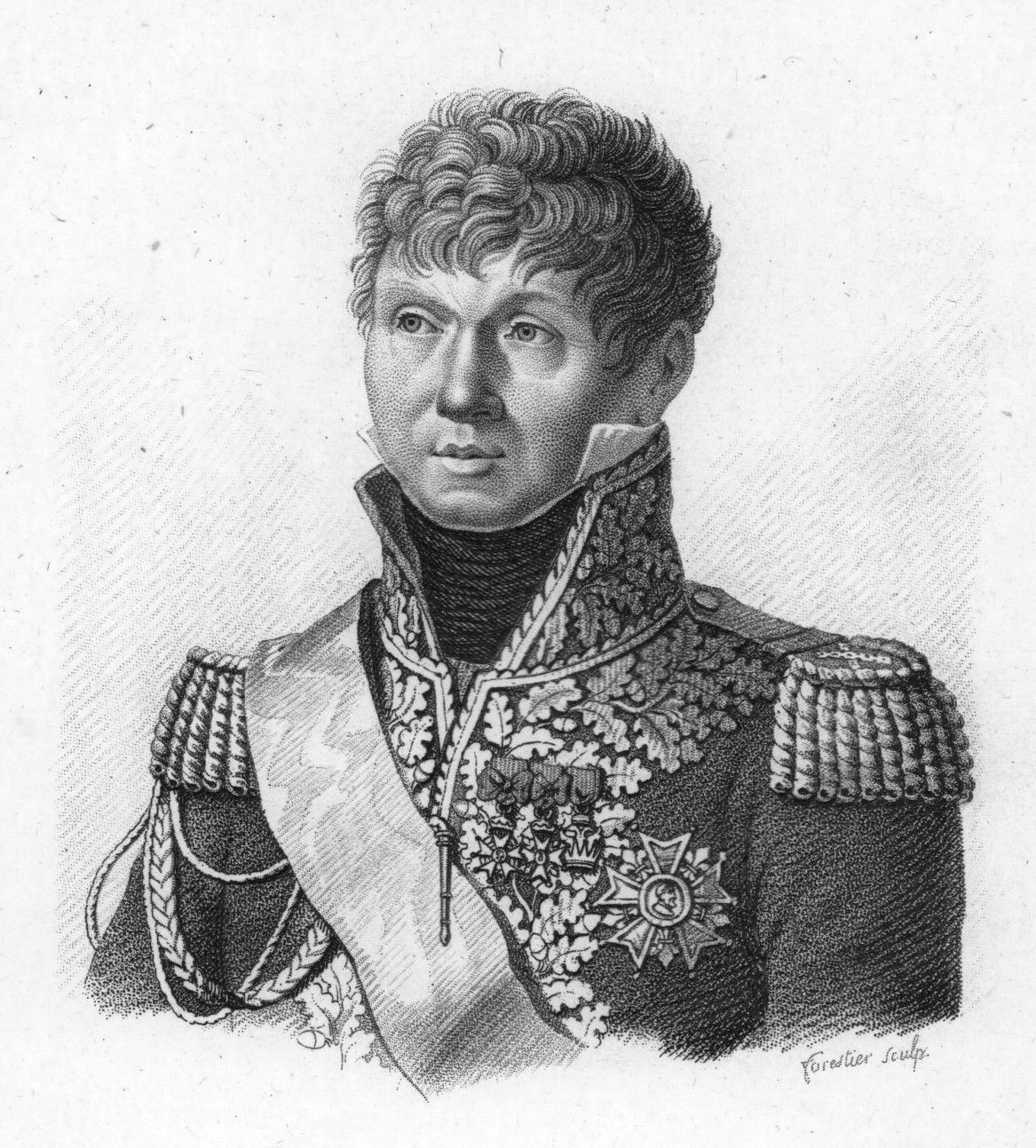
Victor francia marsall
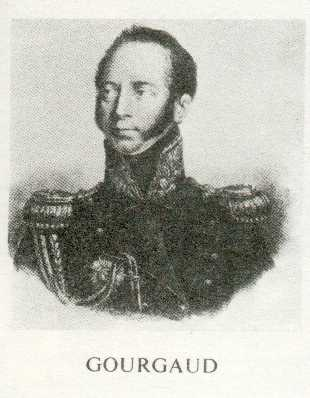
Gourgaud, aki kimentette Napóleont
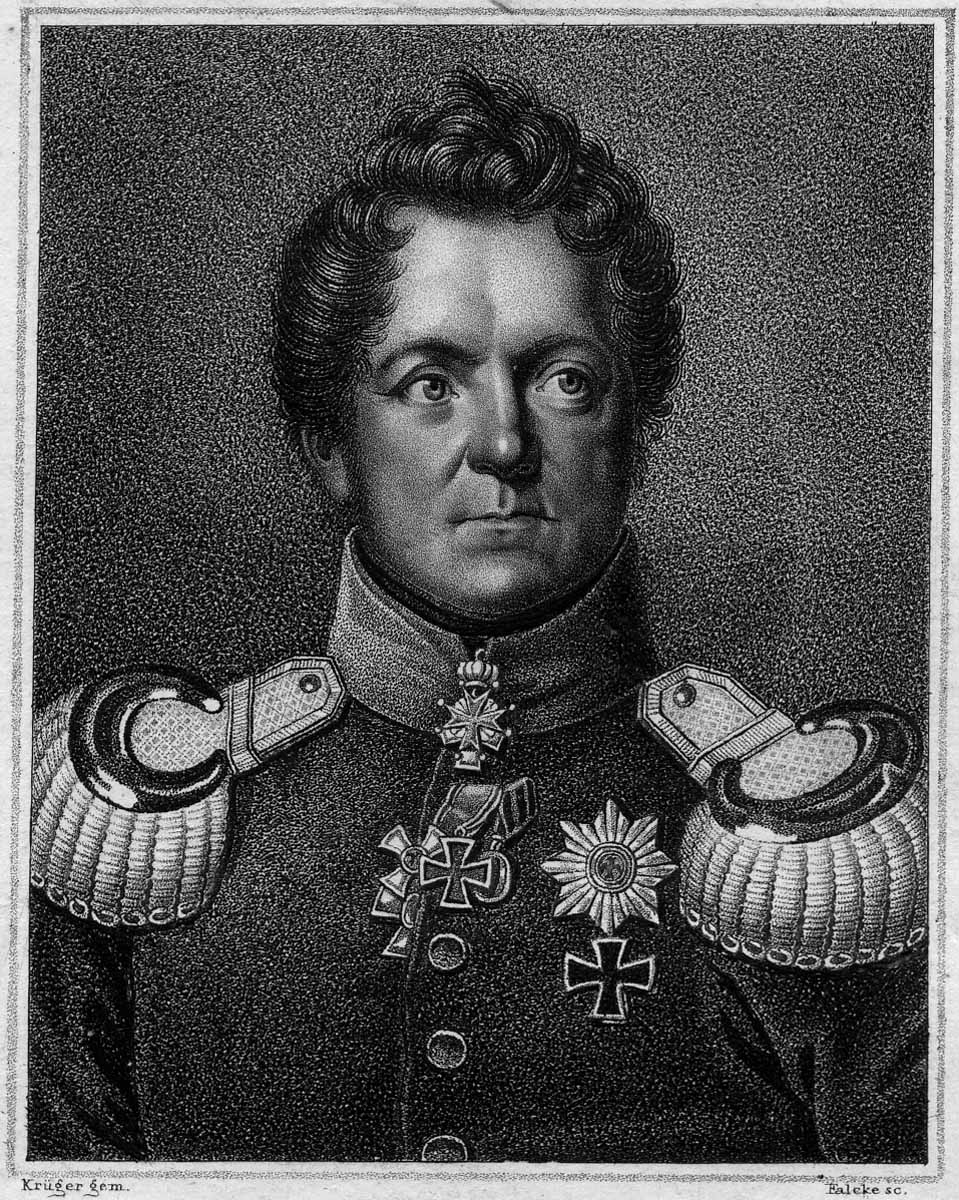
August von Gneisenau

## Fordítás
- Ez a szócikk részben vagy egészben  a   Battle of Brienne című angol Wikipédia-szócikk fordításán alapul.  Az eredeti cikk szerkesztőit annak laptörténete sorolja fel. Ez a jelzés csupán a megfogalmazás eredetét és a szerzői jogokat jelzi, nem szolgál a cikkben szereplő információk forrásmegjelöléseként.